# Teich der Söhne Israels

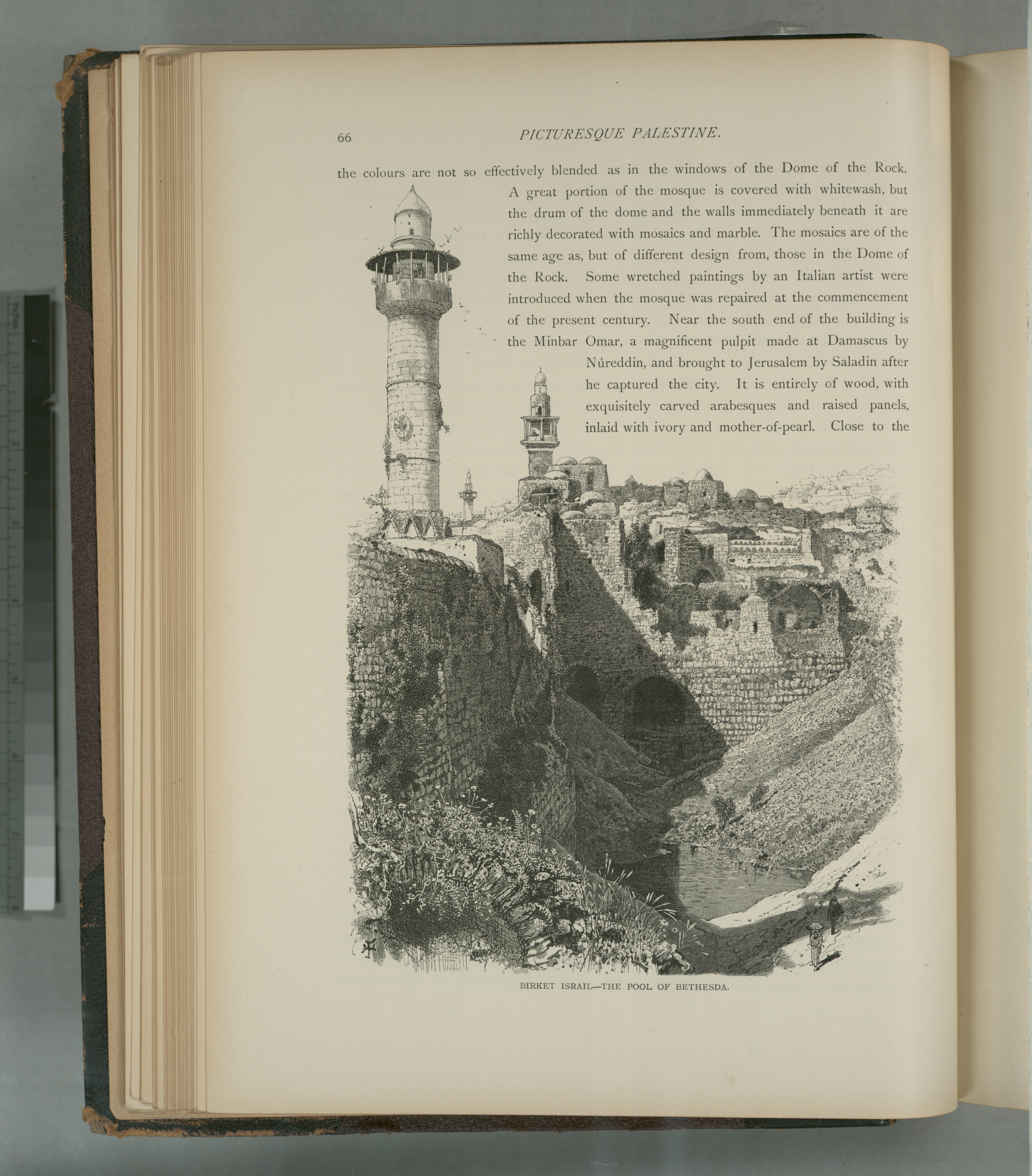
Teich der Söhne Israels, 1881

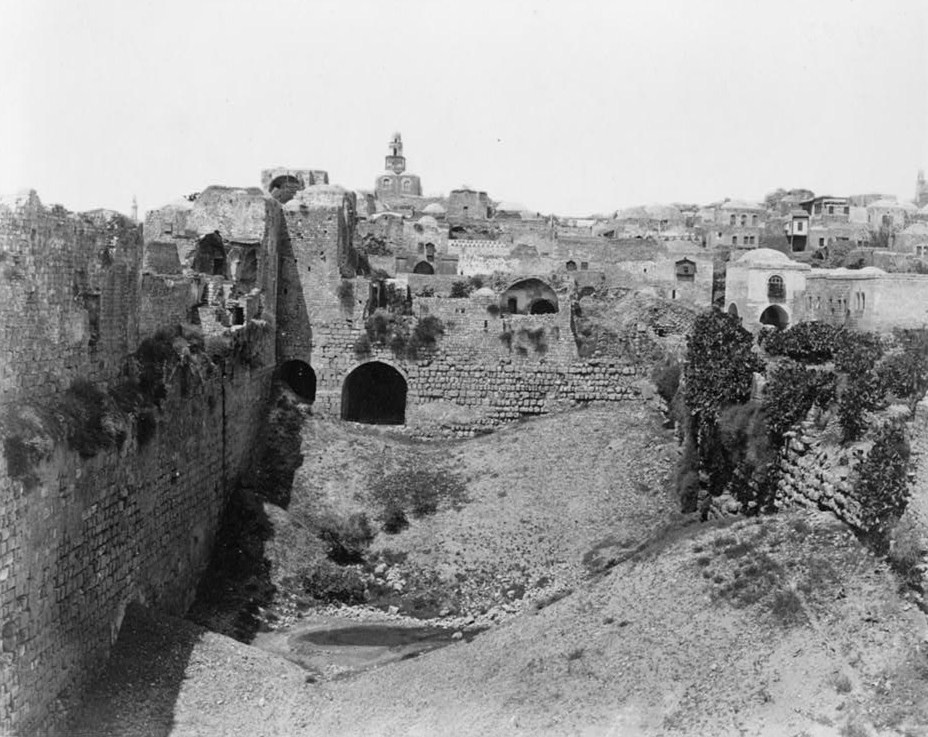
Teich der Söhne Israels im 19. Jahrhundert

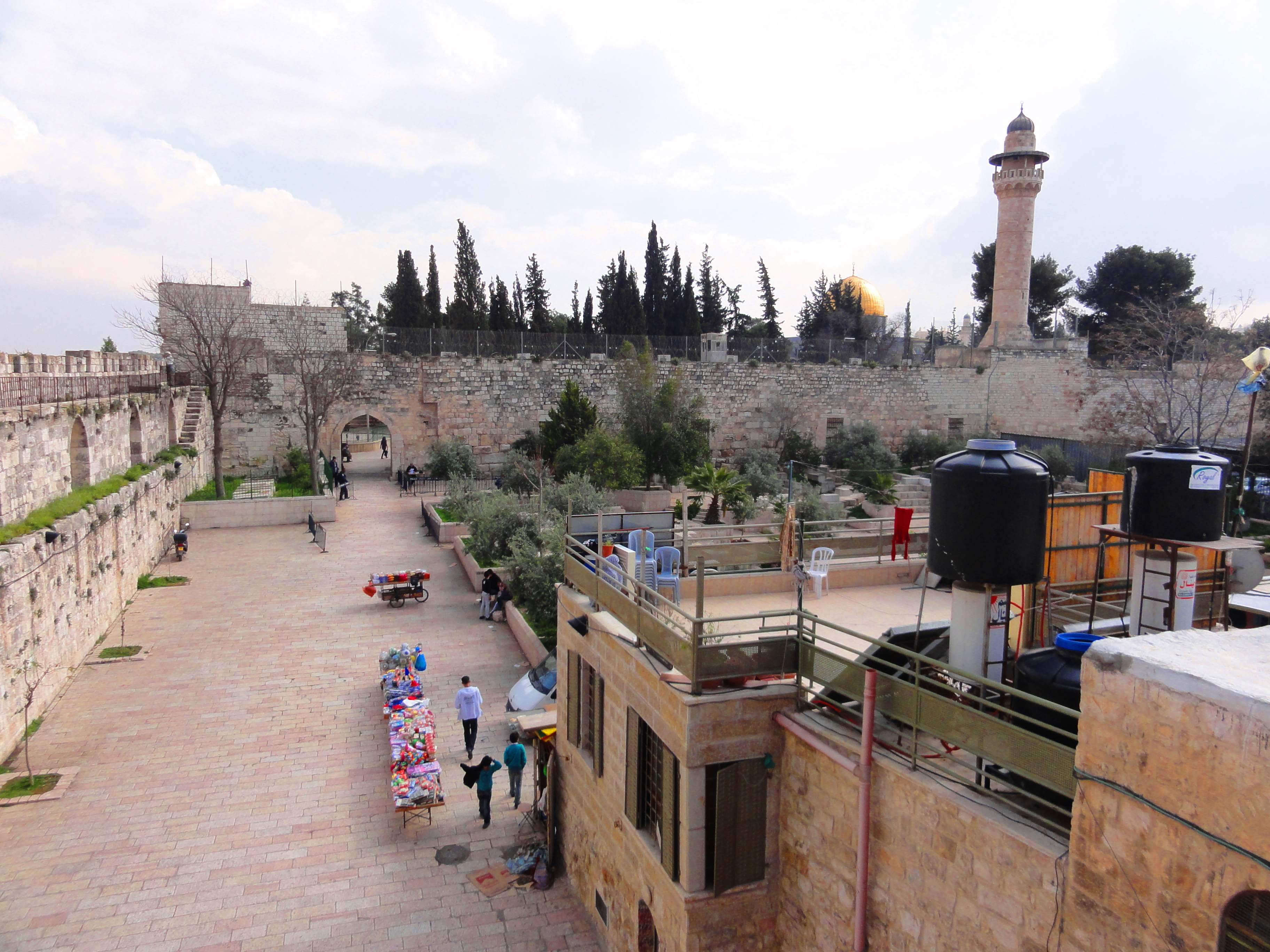
Gelände des Teichs der Söhne Israels, 21. Jahrhundert, Ostseite

Der Teich der Söhne Israels war ein Wasserbecken im UNESCO-Weltkulturerbe Altstadt von Jerusalem.
Er war ein bedeutender Teil des historischen Wasserversorgungssystems in der Stadt, insbesondere des Tempelbezirks.
Er hatte einen rechteckigen Umriss und war 38 m breit (in Nord-Süd-Richtung), 110 m lang 27 m tief.

## Name
Der Name Teich der Söhne Israels בריכת בני ישראל brikat bani jisrael wurde 985 von al-Muqaddasī erstmals verwendet.
Dieser leitete den Namen ab vom Stammes-Tor, das früher Tor der Söhne Israels hieß und sich an der Südostecke des Teiches befindet.
Erst Ali ibn abi bakr al-Harawi liefert im 12. Jahrhundert eine legendarische Deutung, nach der Nebukadnezar den Teich bei der Eroberung Jerusalems mit den Köpfen der erschlagenen Kinder Israels füllte.

## Geographie

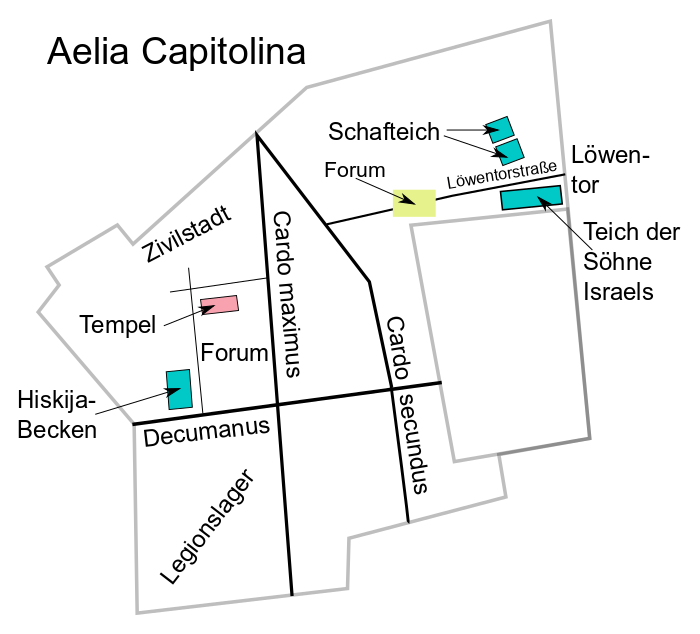
Aelia Capitolina mit Schafteichen und Teich der Söhne Israels

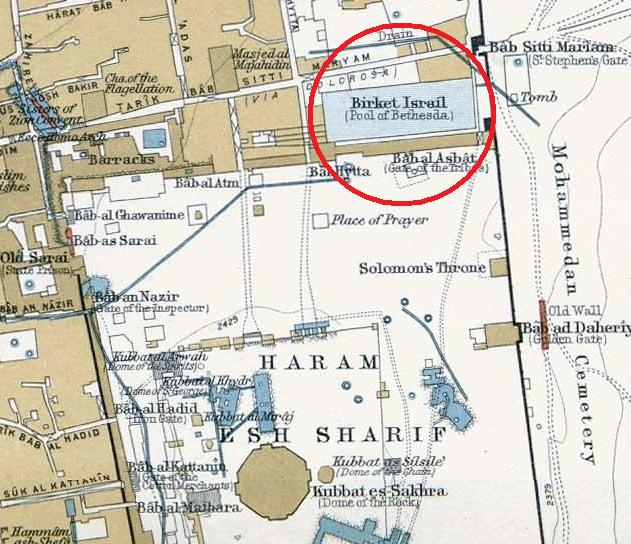
Teich der Söhne Israels auf einer Karte von 1915

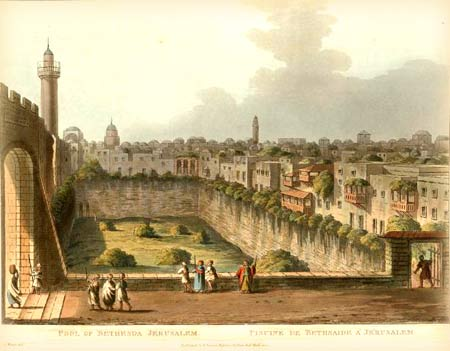
Teich der Söhne Israels im 18. Jahrhundert

Der Teich der Söhne Israels liegt direkt außerhalb der nördlichen Mauer des Tempelberges an seiner Nordostecke.
Die nördliche Mauer des Tempelberges bildet seine Südseite.
Auf seiner Ostseite befindet sich die Stadtmauer von Jerusalem.
Der breite Damm auf seiner Ostseite führt zum Stammestor in der Ecke zwischen Stadtmauer und Mauer des Tempelberges.
An seiner Nordostecke befindet sich das Löwentor
Auf seiner Nordseite verläuft die Löwentorstraße.
Auf seiner Westseite befindet sich die König-Faisal-Straße und an seiner Südwestecke das Sühne-Tor.
Seit der Teich von den Briten in den 1930er Jahren zugeschüttet wurde, befindet sich auf ihm ein großer Parkplatz im Westen und der parkähnliche El-Ghazali-Platz im Osten.

## Geschichte
Der Teich der Söhne Israels entstand zwischen 20 und 10 v. Chr.
Zu dieser Zeit erweiterte Herodes der Große den Tempelplatz auf seine heutige Größe.
Dadurch wurde das Bezeta-Tal nach Süden abgeschlossen, den Damm bildete die nördliche Tempelplatzmauer.
Das neu angelegte große Becken, als dessen südliche Wand die nördliche Tempelplatzmauer genutzt wurde, speicherte die durch das Tal herabströmenden Wasser.
Nach Westen glichen zwei gewölbte Galerien die Steigung des Felsens aus.
Nach Osten, zum Kidrontal hin stützte ein 14 m breiter Damm das Becken.
Er regelte den Wasserabfluss durch einen Überlauf  in 6,7 m Höhe zum Kidrontal hin.
Die unterirdischen Steinlagen sind eindeutig herodianisch und bezeugen diese Datierung.
Dieser Wasserspeicher war für den großen Wasserverbrauch des jüdischen Tempelbetriebes wichtig.
Nach der Eroberung von Jerusalem durch den römischen Feldherrn Titus im Jahr 70 und der damit verbundenen Zerstörung des Tempels diente der Teich der Söhne Israels der Wasserversorgung der Stadtbewohner.
In byzantinischer Zeit wurde er restauriert, wovon ein Kreuz in der Wasserkammer des Ostdammes zeugt.
In der Zeit der Kreuzzüge verschob sich die Bezeichnung „Schafteich“ von den 100 m weiter nördlich gelegenen (älteren) Wasserbecken auf den Teich der Söhne Israels. Dies zeigt die Karte von Cambrai aus dem Jahr 1150, in der der Teich der Söhne Israels erstmals als „piscina probatica“ (= Schafteich) eingetragen ist.
Die Kreuzfahrer hatten auf dem Damm zwischen den beiden Becken des Schafteiches die kleine Kirche „Le Moustier“ (Moustier von französisch: Monastère, lateinisch: monasterium, deutsch: Kloster) errichtet und gedachten hier der Heilung des Gelähmten beim Schafteich Joh 5,1-15 . Trotzdem gelang es dem Templerorden, die Schafteichtradition auf den Teich der Söhne Israels zu verlagern. Diesem Teich wurde durch die Verleihung von Ablässen eine stärkere Anziehungskraft für christliche Pilger verliehen.
Bereits im Jahr 1238 schreibt Burchardus de Monte Sion: „Hat man das Tal- oder Herdentor durchschritten, begegnet einem sofort zur Linken neben dem Tempelbereich die piscina probatica (=Schafteich).“ Verschiedene Zeichnungen, darunter von Charles William Wilson aus dem Jahr 1880, zeigen, dass sich diese Tradition bis in das 19. Jahrhundert hinein hielt. Erst durch Ausgrabungen in der Umgebung der St.-Anna-Kirche ab 1882 verlagerte sich die Bezeichnung Schafteich wieder an ihre ursprüngliche Stelle.
Schließlich wurde der Teich zu einem hygienischen Problem für die Anwohner und in den 1930er Jahren von den Briten völlig zugeschüttet. Auf seiner Westseite wurde ein Parkplatz eingerichtet. Seine Ostseite bildet ein begrünter parkähnlicher Platz. Über diesen Platz gelangen Muslime zum Tor der Stämme und zum Haram. Bei Beerdigungen werden die Leichen über diesen Platz in feierlicher Prozession zum hinter dem Löwentor gelegenen Friedhof getragen.